# Manuel Heitor

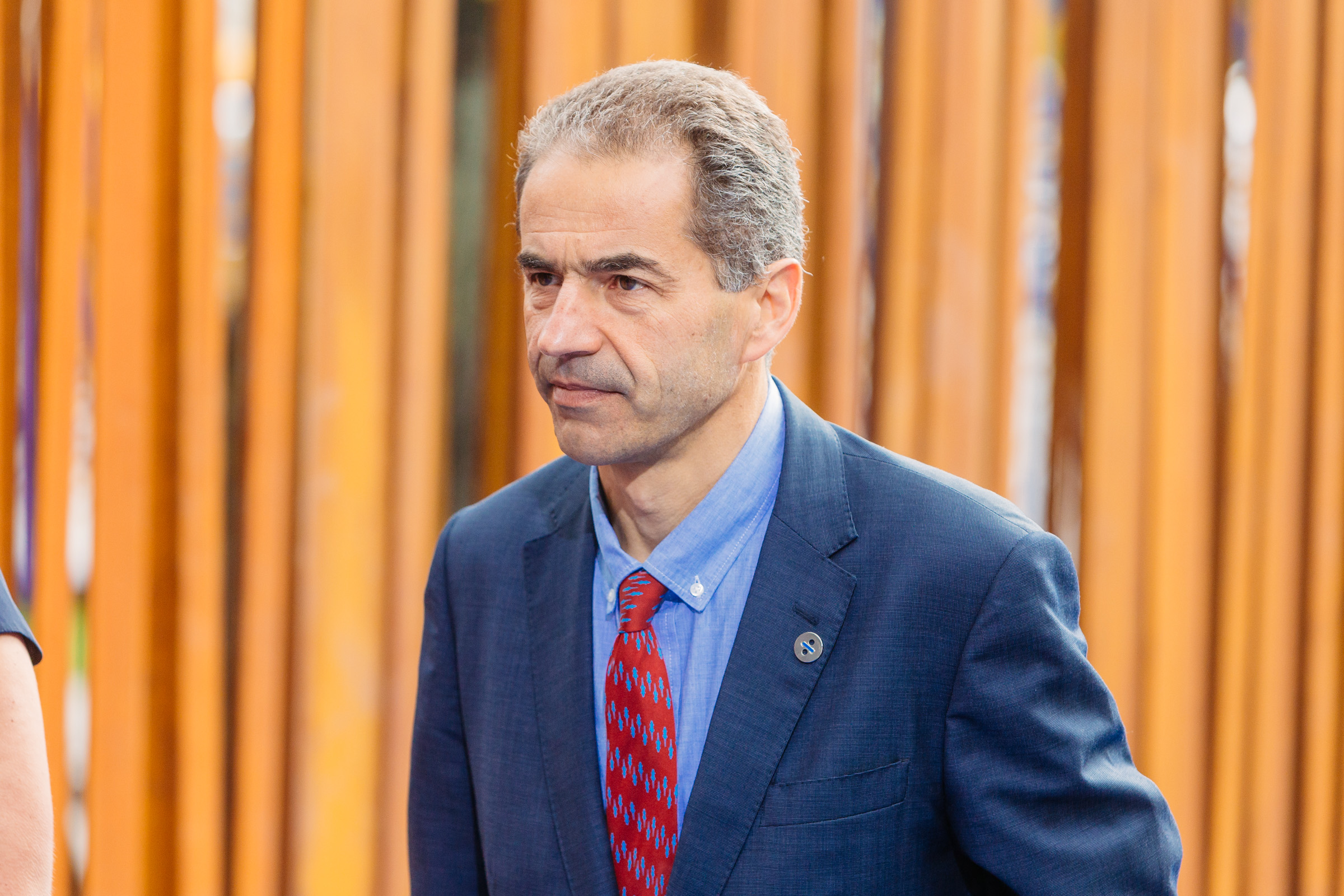
Manuel Heitor (2017)

Manuel Frederico Tojal de Valsassina Heitor (* 21. September 1958  in Lissabon) ist ein portugiesischer Universitätsprofessor und Politiker (PS). Von November 2015 bis März 2022 war er portugiesischer Minister für Wissenschaft, Technologie und Hochschulbildung.

## Leben
Manuel Heitor wurde 1958 in Lissabon geboren und wuchs dort auf. 1981 schloss Heitor ein Studium am Instituto Superior Técnico in Lissabon als Maschinenbau-Ingenieur ab. Es folgten 1985 eine Promotion am Londoner Imperial College und 1986 eine Postdoc Anstellung an der University of California in San Diego. Nach seinen Auslandsaufenthalten widmete er sich zunächst akademischen Forschungen am Lissaboner IST im Bereich Mecânica de Fluidos e Combustão Experimental (dt.: „Strömungslehre und Experimentelle Verbrennungsprozesse“).
Seit den 1990ern wirkte er in der Hochschulbildungspolitik. Von 1993 bis 1998 war er Vize-Präsident der Lissaboner IST, 1998 gründete er sein Centro de Estudos em Inovação, Tecnologia e Politicas de Desenvolvimento, IN+ (dt.: Studienzentrum für Innovation, Technologie und Entwicklungspolitik) ebenfalls am IST. Laut der International Association for the Management of Technology (IAMOT) erreichte das IN+ 2005 einen Rang unter die globalen TOP 50 der Wissenschaftszentren im Bereich Technologie Management. Im Unterrichtsjahr 2011/2012 referiert er als Gastprofessor an der renommierten Harvard University.
Weitere Aktivitäten Manuel Heitors waren Forschungsbeauftragter der Universität Texas in Austin, am Institut IC2, Innovation, Creativity and Capital und Beteiligungen an diversen Wissenschaftsnetzwerken, wie bspw. 2002 als Co-Gründer von Globelics – the global network for the economics of learning, innovation, and competence building systems (dt.: globales Netzwerk für Bildungswirtschaft, Innovation und Kompetenzbildungssysteme); Science, Technology, Education and Policy for Europe (step4EU), oder dem portugiesischen Observatório Internacional de Políticas Globais (OIPG) zur Erforschung des Atlantiks.
Unter Mariano Gago als Minister begann er zwischen 2005 und 2011 im portugiesischen Staatssekretariat für Wissenschaft, Technologie und Hochschulbildung seine politische Laufbahn. Er arbeitete somit bereits in beiden vormaligen Sozialistischen Partei (PS) geführten Kabinetten Sócrates I und Kabinett Sócrates II. Nach dem Tod vom Mariano Gago 2015 und wieder unter sozialistischer Führung von Premierminister António Costa, gelangte Heitor nun selber an das Amt des Ministers für Wissenschaft, Technologie und Hochschulbildung im XXI Governo Constitucional.
Manuel Heitor engagiert sich aktiv für die Erhöhung der öffentlichen und privaten Finanzierung der portugiesischen Forschung, Technologie und in der Reform und Modernisierung des portugiesischen Hochschulsystems. Dabei war er maßgeblich beteiligt am Entwurf und der Umsetzung internationaler Austauschprogramme in Forschung und höherer Ausbildung zwischen Nordamerikanischen und portugiesischen Universitäten sowie dem Aufbau entsprechender Wissenschafts- und Technologie-Plattformen.
Für Kritik sorgte das Bestreben Manuel Heitors die akademischen Anstellungsbedingungen zu Gunsten junger Wissenschaftler in Portugal zu verbessern. Das davor ausschließlich auf Stipendien und Zuschüssen basierende Wissenschaftssystem sollte abgeändert werden in ein System mit mehr vertraglich geregelten Anstellungsverträgen. Das bis dahin gültige Stipendiensystem untergrub fundamentale Arbeitsrechte und Regelungen, wie etwa Mutterschaftsurlaub oder den Anspruch auf Arbeitslosenunterstützung. Manuel Heitors Vorschlag zielte darauf ca. 3000 durch Stipendien finanzierte Akademiker bis 2020 in vertraglich gesicherte Anstellungsbedingungen zu bringen. Vom Rede Contra a Precariedade Científica (dt.: Netzwerk gegen Wissenschaftsarmut) wurde kritisiert, dass nach der Umsetzung erster Reformen ausschließlich Postdoc Stellen betroffen waren, welche durch die Fundação para a Ciência e a Tecnologia (dt.: Stiftung für Wissenschaft und Technologie, FCT) bezuschusst wurden. Das seien gerade mal 14 % aller bezuschussten Akademikerstellen.
Andere Themen waren die, in Portugal in den 2010er Jahren immer wieder heftig diskutierten „Praxes“. Praxes werden die an vielen portugiesischen Universitäten üblichen Erstsemestertaufen genannt, die zuweilen eskalierten und dessen Ausmaß in Portugal kontrovers diskutiert wird.
Manuel Heitor steht im Schatten seines Vorgängers Mariano Gago, welcher langjährig das Amt des Ministers für Hochschulpolitik innehatte. In den portugiesischen Medien wurde Heitor daher gelegentlich auch als Lehrling von Mariano Gago bezeichnet.
Seit 2023 ist Heitor Vorsitzender einer Expertengruppe, die mit der Unterstützung der Zwischenevaluierung des Horizon Europe Programms der Europäischen Union betraut ist. Deren Report "Align, Act, Accelerate: Research, Technology and Innovation to boost European competitiveness" wurde Ende 2024 veröffentlicht.

## Privat
Der Vater Manuel Heitors, Frederico Lúcio de Valsassina Heitor war der Direktor der Lissaboner Privatschule Colégio Valsassina, die auch Heitor selber besuchte, und bis zu seinem Tode 2010 ebenfalls aktiv als Sprecher des portugiesischen Lehrerverbandes. Sein Großvater Raul Francisco Tojal war ein bekannter portugiesischer Architekt (Hotel Estoril Sol am dortigen Casino Estoril), wie auch sein Bruder Frederico Lúcio de Valsassina Heitor. Die wohlhabende Familie Valsassina entstammt einem Zweig des italienischen Adelsgeschlechtes Valsassina, der sich im 19. Jahrhundert in Portugal niederließ.

## Bücher
- P. Conceição, M. V. Heitor, (2005), Innovation for All? Learning from the Portuguese path to technical change and the dynamics of innovation, Westport und London, Praeger Verlag.
- Science and Technology Policy, Serie, Praeger Verlag, und seit 2003 Purdue University Press
- M. Heitor and J. Duarte (2001). GLASS CHAIR: Competence Building for Innovation, Lissabon, IST Press.
- Conceição, P., Heitor, M.V. und Santos, F. (1998), New Ideas for the University (portugiesisch), Lissabon: IST Press.